# J. Trevor Edmond
J. Trevor Edmond, nato Jerome Trevor Edmond (Encino, 28 settembre 1969), è un attore statunitense, famoso per aver recitato nei film Il ritorno dei morti viventi 3 (1993), Il signore delle illusioni (1995) e L'università dell'odio (1995).

## Biografia
Nato nel 1969 ad Encino, in California, J. Trevor Edmond esordisce come attore nel 1988 nel film Per gioco e per amore.
Altri film da lui interpretati sono Seduzione omicida (1990), Meatballs 4 - Porcelloni alla riscossa (1992), Il ritorno dei morti viventi 3 (1993), Pumpkinhead II: Blood Wings (1993), L'università dell'odio (1995) e Il signore delle illusioni (1995).
Ha recitato anche in numerose serie televisive tra le quali Casalingo Superpiù, Alien Nation, Brillantina, Matlock, La famiglia Bowman e Beverly Hills 90210.

## Filmografia
- Per gioco e per amore (For Keeps?) (1988)
- Casalingo Superpiù (Who's the Boss?), nell'episodio "Boozin' Buddies" (1989)
- I miei due papà (My Two Dads), nell'episodio "Dirty Dating" (1989)
- Good Morning, Miss Bliss (Good Morning, Miss Bliss), nell'episodio "Clubs and Cliques" (1989)
- Alien Nation, negli episodi "Alien Nation" (1989), "Little Lost Lamb" (1989), "Fifteen with Wanda" (1989) e "The First Cigar" (1989)
- Brillantina (The Outsiders), nell'episodio "Mirror Image" (1990)
- Seduzione omicida (Fatal Charm) (1990) Uscito in home video
- Matlock (Matlock), nell'episodio "Un padre violento" (1991)
- Sortilegio di una strega (Frogs!) (1991) Film TV
- Meatballs 4 - Porcelloni alla riscossa (Meatballs 4) (1992)
- Delitto a teatro (No Place to Hide) (1992)
- Due poliziotti a Palm Beach (Silk Stalkings), nell'episodio "Crush" (1993)
- Il ritorno dei morti viventi 3 (Return of the Living Dead III) (1993)
- Pumpkinhead II: Blood Wings (1993) Uscito in home video
- La famiglia Bowman (The Good Life), nell'episodio "Bob's Field Trip" (1994)
- Dead at 21, nell'episodio "Live for Today" (1994)
- ABC Afterschool Specials, nell'episodio "Boys Will Be Boys" (1994)
- Where Are My Children? (1994) Film TV
- L'università dell'odio (Higher Learning) (1995)
- Il signore delle illusioni (Lord of Illusions) (1995)
- CBS Schoolbreak Special, negli episodi "Malcolm Takes a Shot" (1990) e "Crosstown" (1996)
- Beverly Hills 90210 (Beverly Hills, 90210), negli episodi "Il fantasma dell'università" (1997), "Pericolo per Donna" (1997), "La partita di hockey" (1997) e "Terrore in diretta" (1997)
- Pacific Palisades (1997) Serie TV
- Guinevere (1999) (non accreditato)